# Graeme Sharp
Graeme Marshall Sharp (Glasgow, 16 ottobre 1960) è un ex calciatore e allenatore di calcio scozzese, di ruolo attaccante.

## Palmarès

### Club

#### Competizioni nazionali
- Coppa d'Inghilterra: 1

Everton: 1983-1984
- Charity Shield: 4

Everton: 1984, 1985, 1986, 1987
- Campionato inglese: 2

Everton: 1984-1985, 1986-1987

#### Competizioni internazionali
- Coppa delle Coppe: 1

Everton: 1984-1985